# Sportovní klub Kosmonosy
SK Kosmonosy  je fotbalový klub z Kosmonos, z okresu Mladá Boleslav. Aktuálně (k 2025/26) klub hraje Divizi C (4. nejvyšší soutěž). Klub byl založen v roce 1910. Klubové barvy jsou červená a bílá. Domácí stadion má 150 míst k sezení.
V klubu SK Kosmonosy v sezóně 2025/26 působí dva dospělé a deset mládežnických týmů na úrovni Čech, Středočeského kraje a okresu Mladá Boleslav. SK Kosmonosy je také partnerským klubem FK Mladá Boleslav.

## Historie
V roce 1910 vznikl v Kosmonosích první fotbalový oddíl, nazvaný Modrá hvězda.
V roce 1920 tým sehrál zápas s Bakovem, který skončil vítězstvím 3:0.